# Hroznice

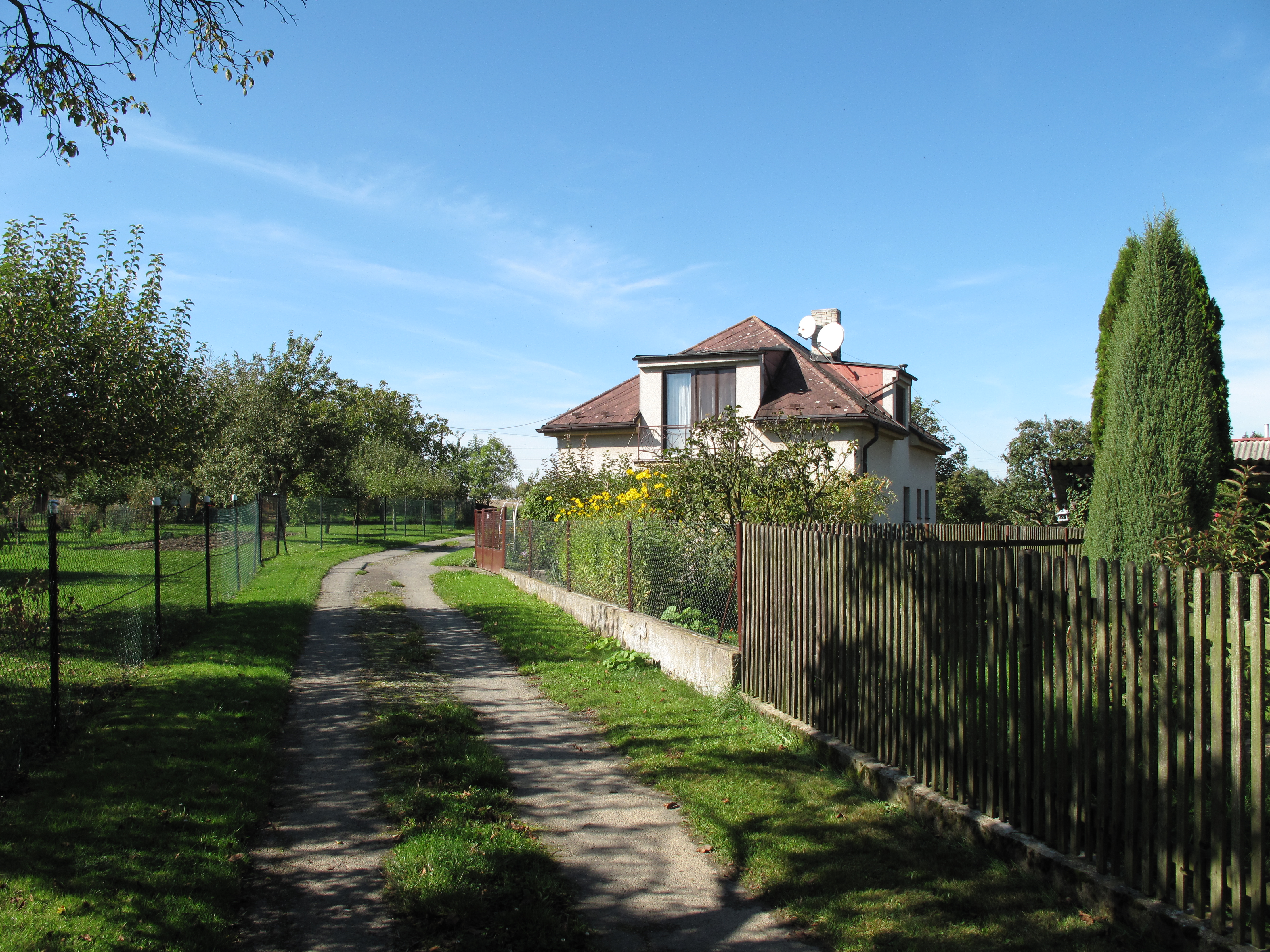
Hroznice

Hroznice (deutsch Hrosnitz, älter auch Rosnitz, Roßnitz) ist ein Ortsteil der Gemeinde Zbizuby im Okres Kutná Hora in der Mittelböhmischen Region der Tschechischen Republik. Es ist etwa 1,5 km nordöstlich von Zbizuby gelegen. Im Ort gibt es 13 registrierte Adressen, es leben dort vier ständige Einwohner. Hroznice liegt im Katastergebiet Vlková.

## Geschichte
Die erste schriftliche Erwähnung des Ortes erfolgte 1464 im Zusammenhang mit Prokop und Mikuláš von Hroznice.
Nach der Aufhebung der Patrimonialherrschaften bildete Hroznice einen Ortsteil der Gemeinde Zbyzuby im Gerichtsbezirk Kuttenberg. Ab 1868 gehörte das Dorf zum Bezirk Kuttenberg. Seit den 1920er Jahren gehörte Hroznice als Ortsteil zur Gemeinde Vlková, 1961 wurde das Dorf wieder nach Zbizuby eingemeindet.
Am 3. März 1991 hatte der Ort 3 Einwohner, beim Zensus von 2001 lebten in den 5 Wohnhäusern von Hroznice 4 Personen.
Insgesamt besteht das Dorf aus 14 Häusern, von denen 12 nur als Erholungsobjekte genutzt werden.